# Ion Ghica (okręg Jałomica)
Ion Ghica – wieś w Rumunii, w okręgu Jałomica, w gminie Ciulnița. W 2011 roku liczyła 397 mieszkańców.